# Mérélessart

Mérélessart este o comună în departamentul Somme, Franța. În 2009 avea o populație de 201 de locuitori.